# Saison 2011-2012 de l'Élan sportif chalonnais
Saison 2011-2012 de l'Élan chalon en Pro A, avec une deuxième place pour sa seizième saison dans l'élite. Le club est surtout Champion de France lors des play-off. Le club est vainqueur de la Coupe de France et de la Semaine des As. L'élan est finaliste de l'EuroChallenge.

## Matchs

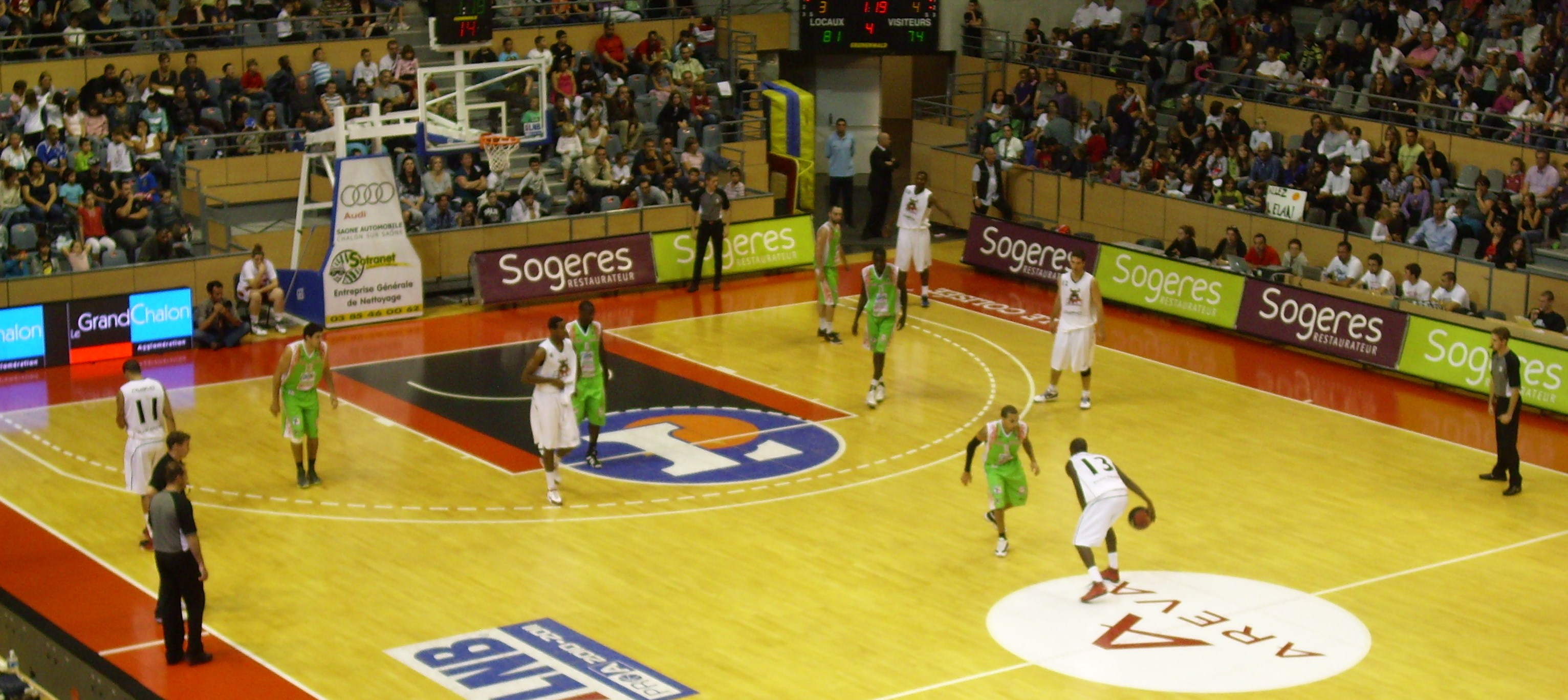
Match amical contre Bourg en 2011

### Matchs amicaux
Avant saison
- Nancy / Chalon-sur-Saône : 96-92 (à Besançon)
- Roanne / Chalon-sur-Saône : 83-106
- Chalon-sur-Saône / Cholet : 93-76 (Tournoi de Bourges)
- Chalon-sur-Saône / Bourg-en-Bresse : 88-82

### Match des Champions
- Nancy / Chalon-sur-Saône : 89-83

### Championnat

#### Matchs aller
- Chalon-sur-Saône / Gravelines Dunkerque : 77–73
- Orléans / Chalon-sur-Saône : 73–84
- Chalon-sur-Saône / Cholet : 71–79
- Dijon / Chalon-sur-Saône : 75–77
- Chalon-sur-Saône / Strasbourg : 80–70
- Chalon-sur-Saône / Le Mans  : 99–91
- Lyon-Villeurbanne / Chalon-sur-Saône : 86–63
- Chalon-sur-Saône / Paris-Levallois : 86–82
- Nanterre / Chalon-sur-Saône : 81–88
- Chalon-sur-Saône / Nancy : 72–65
- Poitiers / Chalon-sur-Saône : 55–81
- Chalon-sur-Saône / Pau-Lacq-Orthez : 85–66
- Roanne / Chalon/Saône : 69–76
- Chalon-sur-Saône / Hyères-Toulon : 104–76
- Le Havre / Chalon-sur-Saône : 81–80

#### Matchs retour
- Strasbourg – Chalon-sur-Saône : 67–74
- Chalon-sur-Saône – Poitiers : 83–65
- Chalon-sur-Saône – Orléans : 94–62
- Le Mans – Chalon-sur-Saône : 77–80
- Chalon-sur-Saône – Dijon : 84–77
- Pau-Lacq-Orthez – Chalon-sur-Saône : 64–74
- Paris-Levallois – Chalon-sur-Saône : 77–83
- Chalon-sur-Saône – Roanne : 78–83
- Hyères-Toulon – Chalon-sur-Saône : 69–98
- Chalon-sur-Saône – Nanterre : 99–109
- Nancy – Chalon-sur-Saône : 79–84
- Chalon-sur-Saône – Le Havre : 89–78
- Cholet – Chalon-sur-Saône : 101–97
- Chalon-sur-Saône – Lyon-Villeurbanne : 76–61
- Gravelines-Dunkerque – Chalon-sur-Saône : 81–78

Extrait du classement de Pro A 2011-2012